# Kevyn Montaño
Kevyn Manuel Montaño Gasca (Nezahualcóyotl, 4 de abril de 1995) es un futbolista mexicano que se desempeña en la posición de Medio De Contención en el Cruz Azul Hidalgo la Liga Premier MX

## Trayectoria

### Cruz Azul
Bajo las órdenes del "Jefe" Tomas Boy debuta oficialmente en Liga MX en la jornada 12 frente a Pachuca del torneo Clausura 2016
Cruz Azul Hidalgo
Rumbo al Apertura 2018, al no ser tomado en cuenta en el primer equipo es enviado a la Cruz Azul Hidalgo

## Clubes
| Club              | País   | Año            |
| ----------------- | ------ | -------------- |
| Cruz Azul         | México | 2016-2018      |
| Cruz Azul Hidalgo | México | 2018- Presenté |

### Campeonatos amistosos
| Título            | Club      | País   | Año  |
| ----------------- | --------- | ------ | ---- |
| Súper Copa Tecate | Cruz Azul | México | 2017 |